# Altafulla
Altafulla település Spanyolországban, Tarragona tartományban. Altafulla La Nou de Gaià, La Pobla de Montornès, La Riera de Gaià, Tarragona és Torredembarra községekkel határos. Lakosainak száma 5838 fő (2024).

## Népesség
A település népessége az elmúlt években az alábbi módon változott:
| Lakosok száma | 728  | 932  | 695  | 749  | 1417 | 3828 | 4685 | 4988 | 5243 | 5838 |
|               | 1717 | 1887 | 1936 | 1960 | 1986 | 2004 | 2009 | 2014 | 2019 | 2024 |